# مايك فاولر
مايك فاولر (بالإنجليزية: Mike Fuller)‏ هو لاعب كرة قدم أمريكية أمريكي، ولد في 7 أبريل 1953 في جاكسون في الولايات المتحدة.

## وصلات خارجية
- مايك فاولر على موقع مرجع كرة القدم المحترفة.كوم (الإنجليزية)
- مايك فاولر على موقع قاعة ألاباما للمشاهير الرياضية (مؤرشف) (الإنجليزية)